# Alejandro Urtubey
Alejandro Urtubey (Salta, 12 de julio de 1960) es un piloto argentino de automovilismo de velocidad retirado y actualmente empresario.
Es uno de los accionistas mayoritarios de la categoría Top Race, de la cual, además de ser su presidente, impulsó el proyecto de reestructuración que terminaría en la creación del Top Race V6, primera categoría de automovilismo de Argentina para coches producidos 100% en el país. Al mismo tiempo, es propietario de su propia escudería de automovilismo, con la cual compitió en el Turismo Carretera y en la cual llegara a tener como compañero a Juan María Traverso.

## Carrera deportiva

### Inicios en el TC
En 1999, decide incursionar, por primera vez, en la máxima categoría del automovilismo: el Turismo Carretera, comenzando en la segunda división del TC, el TC Pista. En esta oportunidad, debutó a bordo de un Ford Falcon con el cual obtendría su primera victoria en el año 2000. Entre 2001 y 2002, Urtubey pasa a formar parte del equipo del entonces campeón de TC Guillermo Ortelli, por lo que pasa a competir a bordo de un Chevrolet Chevy. Con esta unidad, Urtubey consigue ascender a la categoría mayor.

### Muerte en el TC Pista
El 10 de noviembre de 2002, mientras participaba del TC Pista en la ciudad de Buenos Aires, Urtubey perdió el control de su vehículo y atropelló al banderillero Osmar Soilán, de 30 años, que falleció, y al mecánico Sergio Nogueira (18), que sufrió politraumatismos.

### 2003 en adelante
En 2003 comienza a crear su propia estructura para intervenir en el Turismo Carretera, siempre al mando de un Chevrolet Chevy. Al año siguiente, consigue contratar a uno de los pilotos más prestigiosos del automovilismo argentino: Juan María Traverso. Junto a él, el equipo comenzaría a tomar cierta relevancia, llegando en 2005 a cambiar de marca, al pasarse al Torino Cherokee. Este mismo año fue elegido presidente del Top Race. A la presidencia de esta categoría llegaría la creación del Top Race V6. Finalmente y luego de la estrepitosa salida de Juan María Traverso, Urtubey continua solo, hasta colgar los botines en el año 2006. A partir de allí, Urtubey comenzaría a trabajar de lleno en la administración de la categoría Top Race, siendo al mismo tiempo su accionista mayoritario.

## Trayectoria
- 1999: TC Pista (Ford Falcon)
- 2000: TC Pista (Ford Falcon)
- 2001: TC Pista (Chevrolet Chevy)
- 2002: TC Pista (Chevrolet Chevy)
- 2003: Turismo Carretera (Chevrolet Chevy)
- 2004: Turismo Carretera (Chevrolet Chevy)
- 2005: Turismo Carretera (Torino Cherokee)
- 2006: Turismo Carretera (Torino Cherokee)

## Vida personal
Urtubey es hermano de Juan Manuel Urtubey, exgobernador de la provincia de Salta.